# Dieder

Diederwinkel als Winkel zwischen zwei Ebenen

Als Dieder [diˈeːdɐ] (Di-eder, griechisch für „Zweiflächner“) wird ein regelmäßiges Vieleck (Dreieck, Viereck usw.) bezeichnet, das Vorder- und Rückseite besitzt. In der Reihe der Polyeder handelt es sich somit um den einfachsten Sonderfall.
Der Ausdruck wird verwendet in der Gruppentheorie als Diedergruppe und bei der Beschreibung von Zweiflächenwinkeln, die als Diederwinkel bezeichnet werden.

## Kristallographie

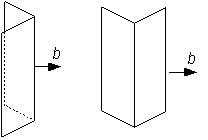
Monokline Dieder:
Sphenoid (links),
Doma (rechts)

In der Kristallographie werden als Dieder nicht geschlossene Formen bezeichnet, die aus zwei Flächen mit einer gemeinsamen Kante bestehen. Diese Formen heißen:
- Sphenoid (zu griechisch σφήν „Keil“), wenn beide Flächen durch Drehung um eine zweizählige Drehachse (b in der Abb.) ineinander überführt werden können; das Sphenoid ist die allgemeine Flächenform (und der Namensgeber) der monoklin-sphenoidischen Kristallklasse 2.
- Doma (griechisch δῶμα „Haus“), wenn beide Flächen durch Spiegelung an einer Ebene (senkrecht zu b in der Abb.) ineinander überführt werden können; das Doma ist die allgemeine Flächenform (und der Namensgeber) der monoklin-domatischen Kristallklasse m.